# Echinosaura centralis
Echinosaura centralis — вид ящірок родини гімнофтальмових (Gymnophthalmidae). Ендемік Колумбії.

## Поширення і екологія
Echinosaura centralis відомі за кількома зразками, зібраними в колумбійських департаментах Бояка і Антіокія. Вони живуть у вологих тропічних лісах.